# Silverhajmal
Silverhajmalen, Arius seemani, även kallad Colombiansk mal, är en akvariefisk. Den har silverfärg och kan bli upp till 35 centimeter lång. Arten beskrevs först av Günther, 1864.  Den ingår i släktet Ariopsis och familjen Ariidae. IUCN kategoriserar arten globalt som livskraftig. Inga underarter finns listade i Catalogue of Life. Arten lever i floder och bräckt vatten utefter Stilla havskusten från Mexiko till Peru.